# 派珀-阿爾法鑽油平臺
派珀-阿爾法鑽油平臺（Piper Alpha）是位於北海的石油平台，距離蘇格蘭阿伯丁東北方約120英里（190）。該平台由西方石油公司（OPCAL）運營，於1976年12月開始生產，最初是一座僅產油的平台，但後來增加天然氣產量。
1988年7月6日至7日夜間，派珀·阿爾法鑽油平臺發生爆炸並倒塌，造成165人死亡（其中30人的屍體未被找到），另有兩名救援人員遇難。61名工人逃脫並獲救。總保險損失約17億英鎊（2023年幣值60億英鎊），成為有史以來最昂貴的人為災難之一。
災難發生時，該平台約佔北海石油和天然氣產量的10%，是全球最大的石油生產。就人員傷亡而言，這次事故是有史以來最嚴重的海上石油和天然氣災難，就產業影響而言，只有2010年墨西哥灣漏油事故可與該事故相比。調查將此事歸咎於西方石油公司維護和安全程序不足，但未提出任何指控。另一起民事訴訟則判定兩名在事故中喪生的工人有疏忽行為。
紀念雕塑位於阿伯丁哈茲爾黑德公園（Hazlehead Park）的玫瑰園。

## 設計

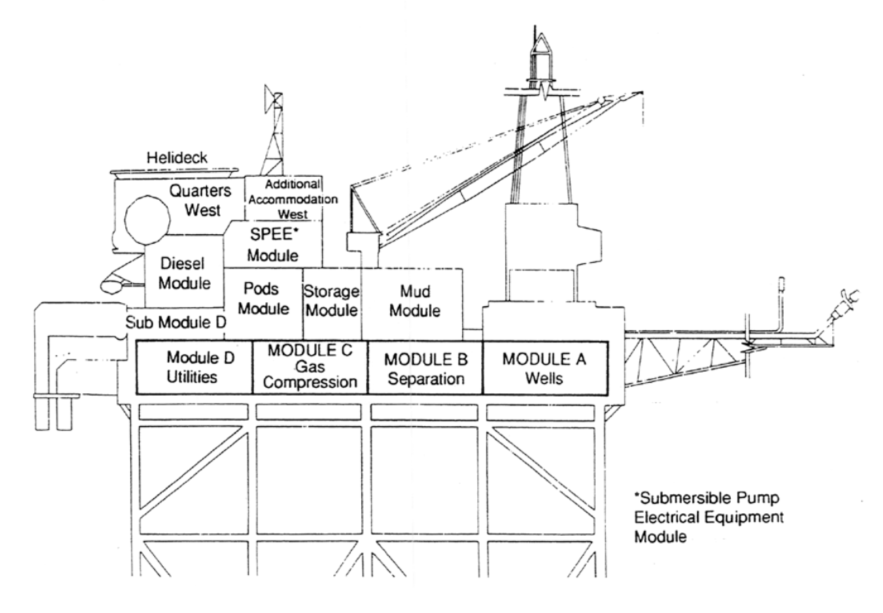
派珀-阿爾法鑽油平臺構造示意圖

派珀-阿爾法鑽油平臺碳氫化合物設施和主要公用設施分佈在四個主要模組（A、B、C和D），這些模組由防火牆隔開，並位於鋼製套管的頂部。主模組上方是鑽井井架、各種公用設施、生活區、火炬臂、兩台基座起重機和直升機甲板。
基於安全原因，模組的組織方式讓最危險的平台操作區遠離一般人員生活區域。然而，增加天然氣生產打破了這個安全理念，導致敏感區域集中在一起；例如，氣體壓縮模組位於控制室旁邊，這兩個區域的位置非常接近，對爆炸事故發生重要誘因。
與輸送管道中的碳氫化合物庫存相比，平台內實際儲存的碳氫化合物庫存較少，約為80噸工業流體和160噸柴油（儲存在C模組上方的儲存槽中）。

## 油田

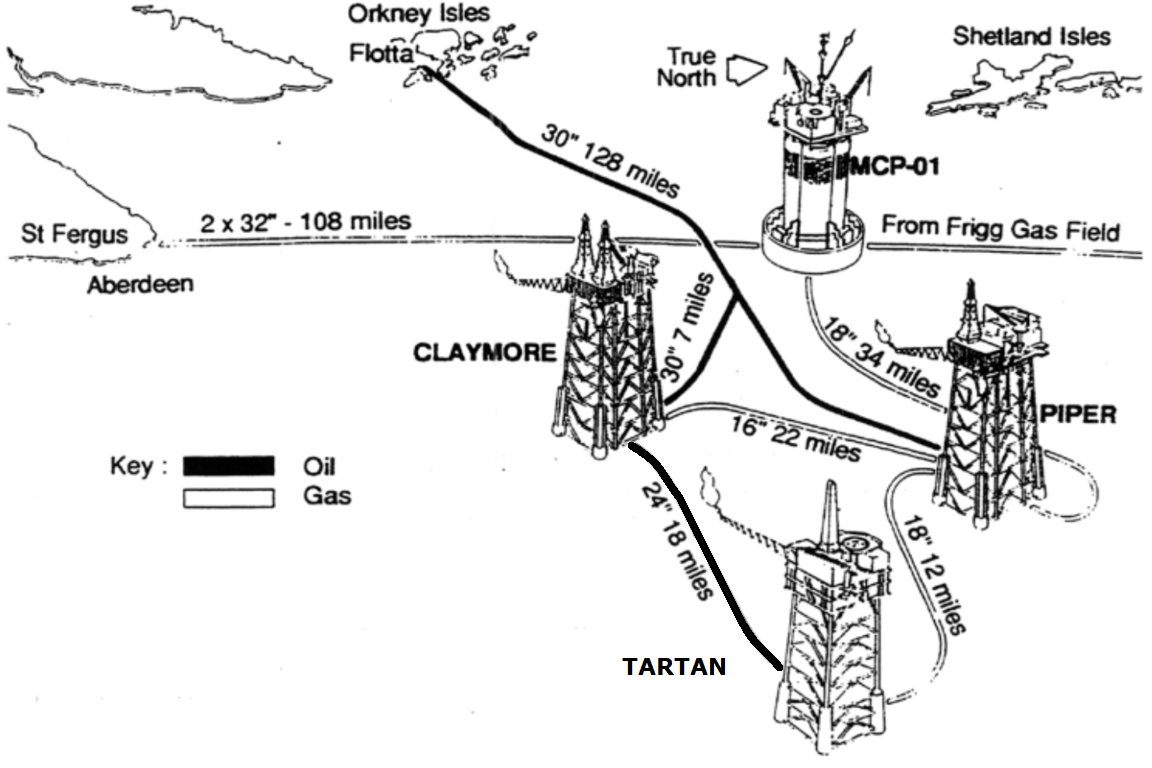
派珀-阿爾法鑽油平臺與附近其他平台

西方石油（英國）有限公司、蓋蒂石油國際（英格蘭）有限公司、聯合化學（英國）有限公司和湯姆森蘇格蘭聯合公司組成了一家合資企業，並於 1972年獲得了石油勘探許可證。他們在1973年1月發現位於北緯58°28′、東經 0°15′的派珀油田，並開始製造平台、管道和陸上支撐結構。石油生產於1976年12月開始，距離發現不到四年，每天產油約250,000桶（40,000立方米），後來增加到360,000桶（57,000立方米）。到了1988 年，產量下降到125,000桶（19,900立方米）。
派珀-阿爾法鑽油平臺是一座大型固定平台，位於派珀油田，距離阿伯丁東北方約120英里（190公里），水深474 英尺（144 公尺）。派珀-阿爾法鑽油平臺從36口井生產原油和天然氣。西方石油公司在奧克尼群島建造弗洛塔石油碼頭，用於接收和加工來自派珀、克萊莫和塔爾坦油田的石油，每個油田都有自己的平台。一條直徑30英吋（76公分）的主輸油管從派珀-阿爾法鑽油平臺延伸至弗洛塔（Flotta），長128英里（206公里）。
派珀-阿爾法鑽油平臺是連接附近平台和海岸的管道網路的樞紐。塔坦油田向克萊莫爾油田輸送石油，混合石油從克萊莫爾油田經由一條短管道流出，匯入派珀-阿爾法鑽油平臺以西約20英里（32公里）的派珀-弗洛塔管線。
直徑18英吋（46公分）的天然氣管道從塔爾坦平台鋪設至派珀-阿爾法鑽油平臺，再從派珀-阿爾法鑽油平臺鋪設至西北約30英里（48公里）處由道達爾運營的平台MCP-01。另一條16吋（41公分）的管道連接克萊莫爾油田與派珀油田，主要將派珀油田天然氣輸送到克萊莫爾平臺。 MCP-01將從派珀、塔爾坦和弗里格氣田（透過單獨的管道）接收天然氣，然後透過一條長108英里（174公里）、直徑2×32英吋的管道將天然氣輸送到聖弗格斯天然氣終端。
這些管道的庫存量非常大，通往弗洛塔的主要輸油管道容納了大約70,000噸石油，連接派珀和周圍平台的三條天然氣管道容納了近2,000 噸高壓天然氣。塔爾坦–派珀和派珀–MCP-01管道的壓力約為127巴。

## 爆炸過程

### 維修
1988年7月6日早上7時45分，西方石油公司發放並簽署白班工作許可證表格。兩個冷凝水泵均位於C模組中，其中水泵B正在運行，以排出平台的冷凝水並運輸至海岸，而水泵A則需要進行維護。為此，當局頒發了兩份許可證，一份用於泵浦大修，另一份用於拆除泵浦的壓力安全閥（PSV #504），該安全閥需要重新認證。白天，泵浦A受到電氣和機械隔離，但遏制系統並未受到破壞。相反地，壓力安全閥被移除，敞開式冷凝水管以圓盤蓋（法蘭盤）暫時密封，僅用手旋緊。由於維修工作無法在18:00之前完成，法蘭盤仍留在原處。值班工程師在壓力安全閥拆除許可證上填寫了信息，表示水泵A尚未維修完成，在任何情況下都不得啟動。然而，泵浦大修許可證中並未提供這些資訊。
夜班於18時開始，共有62名工人操作派珀-阿爾法鑽油平臺。由於值班管理員很忙，工程師忽略告知泵浦A的狀況。
19時，柴油消防泵浦轉由手動控制。與許多其他海上平台一樣，派珀-阿爾法鑽油平臺擁有自動滅火系統，由柴油和電動消防泵驅動。這些幫浦的設計目的是吸入大量海水用於消防，並配有自動控制裝置，以便在發生火災時啟動。然而，海上設施管理者採用的程序要求潛水人員在水中時必須手動控制柴油泵（潛水人員夏季每天大約在水中待12個小時），但實際上風險並不大，除非潛水員距離四個120英尺（40公尺）水平籠式進水口小於10至15英尺（3至5公尺）的距離。先前審計中的一項建議是製定程序，當潛水員不在進水口附近工作時，讓消防泵浦保持自動模式，就像克萊莫平台的做法一樣，但派珀-阿爾法鑽油平臺從未實施過。
21時45分，凝結水泵B停止，且無法重新啟動，可能是由於甲醇出現問題後，水合物的形成以及隨之而來的氣體壓縮管路堵塞所造成的 。操作員急於恢復冷凝水泵送能力。如果不這樣做，就需要停止天然氣壓縮機，並將所有無法處理的氣體排入火炬。
21時52分左右，操作人員對文件進行了搜索，以確定冷凝水泵A是否可以啟動。操作人員找到了水泵A大修的許可證，但沒有找到壓力安全閥拆除的許可證。閥門與泵浦有一段距離，因此許可證被存放在不同的盒子中，並按位置分類。由於當天檢修剛開始，沒有拆除任何設備，也沒有破壞密封裝置，因此操作人員認為泵浦可以快速安全地恢復運作。在場的人都沒有意識到機器一個重要部件已被拆除。

### 爆炸
22時或不久之前，氣體被重新引入水泵A，但鬆散的法蘭盤無法承受氣體產生的壓力。高壓氣體洩漏的聲音清晰可聞，引起了幾名工人的注意，並觸發了多個氣體警報。還沒等任何人採取行動，氣體就燃燒爆炸了。點火源尚不清楚，後來的調查指出，熱加工、熱表面、損壞的燈具或靜電火花是潛在火源（周圍的電氣設備被評估為危險區域）。派珀-阿爾法鑽油平臺最初僅用於石油生產，非採用防爆設計，因此防火牆也無法抵禦爆炸。爆炸穿過了C模組與相鄰的B模組和D模組（後者設有控制室）分隔開的防火牆，防火牆由用螺栓連接在一起的不同尺寸的面板組成。結果，控制室幾乎完全被摧毀。B模組周圍的面板移位，其中一塊面板壓破了一根小冷凝水管，從而引發另一場火災。
爆炸發生後，控制室操作員傑夫·博蘭茲（Geoff Bollands）看到控制室警報響起並在爆炸中倖存下來，他立即啟動了鑽井平台的緊急停止按鈕並逃脫。這導致油井和海管管線的隔離閥關閉，所有石油和天然氣生產停止。理論上，這樣平台就不會受到油氣流動的影響，火勢也會受到控制。連接派珀與塔爾坦平臺和克萊莫平臺的天然氣管道只能使用單獨的按鈕進行隔離，但這些按鈕並未啟動；然而，立管隔離閥可能由於爆炸中電源中斷而關閉。火炬持續燃燒至23時30分，表示克萊莫平臺立管隔離閥出現洩漏。
派珀-阿爾法鑽油平臺控制室被廢棄了。鑽井平台的設計沒有考慮到控制室被毀壞，導致平台組織瓦解。由於柴油消防泵浦已切換為手動啟動，消防水系統無法正常運作。此外，由於它們位於D模組中，毗鄰C模組發生故障的分區，機組人員無法到達該區域來手動啟動。由於電纜穿過脆弱的生產區域，電力也很快出現故障。主發電機跳閘後，緊急發電機未接手。鑽井發電機啟動了，但隨後出現故障。有些電池供電系統還能運作一段時間。緊急照明在短暫運轉後失效。發電設施故障也導致電動消防泵浦無法運作。22時04分開始，無線電操作員大衛·金雷德（David Kinrade）多次發出求救訊號，直到22時08分被迫撤離。
22時06分，火焰的熱量導致B模組的原油管道和處理容器破裂。有證據表明，對產油管道的隔離並不有效，克萊莫爾平臺輸油管的背壓可能導致原油流入火場。燃燒的石油隨後滴落到鑽井平台用於潛水作業的下部平台。潛水平台地板由鋼格柵構成，在正常情況下，燃燒的石油會無害地滴入海中，但先前值班的潛水員在金屬格柵上放置了橡膠墊（可能是為了保護他們的赤腳不被鋒利的金屬格柵劃傷），導致石油在潛水平台上形成一灘燃燒的油。首席生產操作員羅伯特·弗農（Robert Vernon）和安全官羅伯特·卡羅爾（Robert Carroll）仍在主生產甲板上，隨後前往柴油消防泵，試圖手動啟動它們。從此以後，兩人失蹤。
22時20分不久，塔爾坦平臺和克萊莫平臺的操作人員意識到派珀-阿爾法鑽油平臺發生了爆炸，火勢正在肆虐。不過，他們都決定不停止生產，而是等待阿伯丁的命令。此時，派珀-阿爾法鑽油平臺餐廳內已聚集70至80名工人，由於煙霧和火焰，他們無法進入救生艇或直升機甲板。餐廳變得越來越熱，煙霧也越來越濃。
22時20分，潛水平台上燃燒的石油產生的熱量導致附近的塔爾坦輸油管劇烈破裂，釋放出了大量高度易燃氣體（僅在第一分鐘就釋放約30噸），這些氣體立即引發了巨大的火焰。距離鑽井平台1公里（0.62 英里）範圍內的船員都能感受到火災的熱和震動。從那一刻起，派珀-阿爾法鑽油平臺的毀滅已不可避免。西方石油公司已經知曉這種極端升級局勢的可能性；1986年一份報告指出：“由於天然氣管道容量大，需要數小時才能減壓。這可能會導致地下室甲板上發生高壓氣體火災，而這種火災幾乎不可能撲滅，而且保護系統也無法有效提供減壓期間所需的冷卻。”
MCP-01管道於22時50分發生破裂，隨後產生火焰噴射到300英尺（90公尺）以上的空中。仍倖存的工人要麼拼命躲在煙霧瀰漫的住宿區裡，要麼從包括直升機甲板在內的各個甲板上跳下，跳入175英尺（53公尺）深的北海。
克萊莫天然氣管道於23時20分破裂，使得派珀-阿爾法鑽油平臺本來就很嚴重火勢更加嚴重。此時，克萊莫平臺已收到阿伯丁的命令，要求其關閉生產，並關閉通往派珀-阿爾法鑽油平臺的天然氣輸送管線。塔爾坦天然氣管道於22時30分左右關閉，並於23時20分左右開始排污。
23時45分左右，由於高溫導致關鍵支撐結構失效，派珀-阿爾法鑽油平臺開始倒塌。其中一台起重機先倒塌，隨後鑽井井架也倒塌。發電和公用設施模組（D模組）和住宿區域隨後沉入北海。7月7日00:45，派珀-阿爾法鑽油平臺幾乎全部消失，只有A模組仍然存在海平面上。

## 紀念

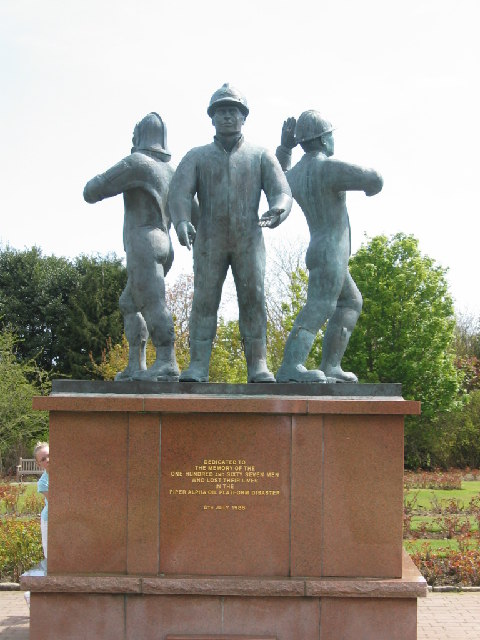
阿伯丁哈茲爾黑德公園紀念雕塑

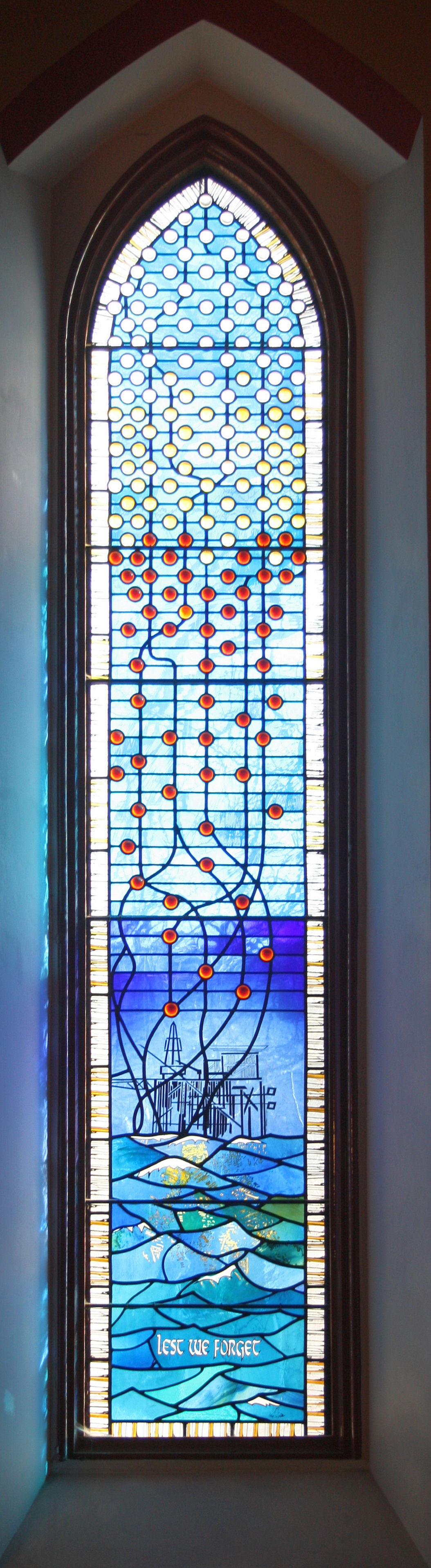
派珀-阿爾法之窗

1991年7月6日，災難發生三週年之際，伊莉莎白王太后在阿伯丁哈茲爾黑德公園的玫瑰園揭幕了一座紀念雕塑。雕塑中有三個石油工人的形象，一個面向西方，代表海上作業的物理性質；一個面向東方，代表永恆的運動和青春；中間那個面朝北方，左手捧著一個雕刻成螺旋狀的石油池。雕塑的創作者是蘇格蘭雕塑家蘇·簡·泰勒（Sue Jane Taylor），她的大部分作品都以自己在石油工業周邊的所見所聞為基礎，並於1987年親自訪問過派珀-阿爾法鑽油平臺。一名倖存者被用作其中一個人物的模型。1991年，蘇格蘭作曲家詹姆斯·麥克米倫 （James MacMillan）創作了單簧管和弦樂四重奏《Tuireadh》，作為紀念雕塑的音樂補充。
1992年，斯特拉斯克萊德郊野公園豎立了一塊紀念石，以紀念在該地區失蹤的人們。
派珀-阿爾法之窗（Piper Alpha Window）由詹妮弗·簡·貝利斯於1994年為阿伯丁費里希爾（Ferryhill）教堂創建。